# Wake Up (Eliot-sang)
"Wake Up" er en sang af den belgiske sanger Eliot Vassamillet. Sangen skal repræsentere Belgien i Eurovision Song Contest 2019 i Tel Aviv. Sangen blev udgivet den 28 februar 2019.